# Aloïs Catteau
Aloïs Catteau (11 de agosto de 1877 - 2 de novembro de 1939) é um ciclista belga. Atuou profissionalmente entre os anos de 1903 a 1911.

## Competições
- 1903: 10º na classificação geral Tour de France 1903
- 1904: 3º na classificação geral Tour de France 1904
- 1905: 11º na classificação geral Tour de France 1905
- 1906: 6º na classificação geral Tour de France 1906
- 1907: 9º na classificação geral Tour de France 1907
- 1908: 21º na classificação geral Tour de France 1905
- 1911: não classificado Tour de France 1911
- 1904: vencedor da prova Bordeaux - Paris (França)
- 1906: 3º na Paris - Tourcoing (França)